# Casey Larson
Casey Larson (16 december 1998) is een Amerikaanse schansspringer. Hij nam deel aan de Olympische Winterspelen 2018. 

## Carrière
Larson maakte zijn debuut in de wereldbeker in het seizoen 2016/2017. Bij zijn eerste wedstrijd in Trondheim werd hij 48e. Hij behaalde geen podiumplaatsen in een wereldbekerwedstrijd.
In 2018 nam Larson een eerste keer deel aan de Olympische Winterspelen. In Pyeongchang eindigde hij 39e op de normale schans. Samen met Kevin Bickner, William Rhoads en Michael Glasder eindigde Larson 9e in de landenwedstrijd. 

## Belangrijkste resultaten

### Olympische Winterspelen
| Jaar | Plaats      | Resultaten                                             |
| ---- | ----------- | ------------------------------------------------------ |
| 2018 | Pyeongchang | 39e normale schans 53e grote schans 9e landenwedstrijd |

### Wereldkampioenschappen schansspringen
| Jaar | Plaats  | Resultaten                                                                                            |
| ---- | ------- | --- |
| 2017 | Lahti   | 47e grote schans 11e landenwedstrijd grote schans                                                     |
| 2019 | Seefeld | 28e kleine schans 38e grote schans 10e landenwedstrijd kleine schans 11e landenwedstrijd grote schans |

### Wereldbeker
Eindklasseringen
| Seizoen   | RAW |
| --------- | --- |
| 2016/2017 | 55e |
| 2018/2019 | 66e |